# Evangelia Aravani
Evangelia Aravani (in greco Ευαγγελία Αραβανή) (Leucade, 29 novembre 1985) è una modella e conduttrice televisiva greca.

## Biografia
Nel 2005 Evangelia Aravani ha vinto il titolo di Miss Grecia, rappresentando così il paese a Miss Universo, dove si è piazzata undicesima. Nel 2006 ha continuato la sua carriera da modella, apparendo sulle copertine di numerose riviste di moda. Successivamente ha avviato una carriera in televisione come presentatrice di programmi come Mes Tin Kali Hara e Greekclips. Tra il 2016 e il 2017 ha co-condotto due edizioni della versione greca di X Factor con Sakīs Rouvas, mentre negli anni successivi le è stata affidata la conduzione di My Style Rocks e della versione greca di Strictly Come Dancing. Ha inoltre presentato la versione greca di Project Runway.